# Gumbo

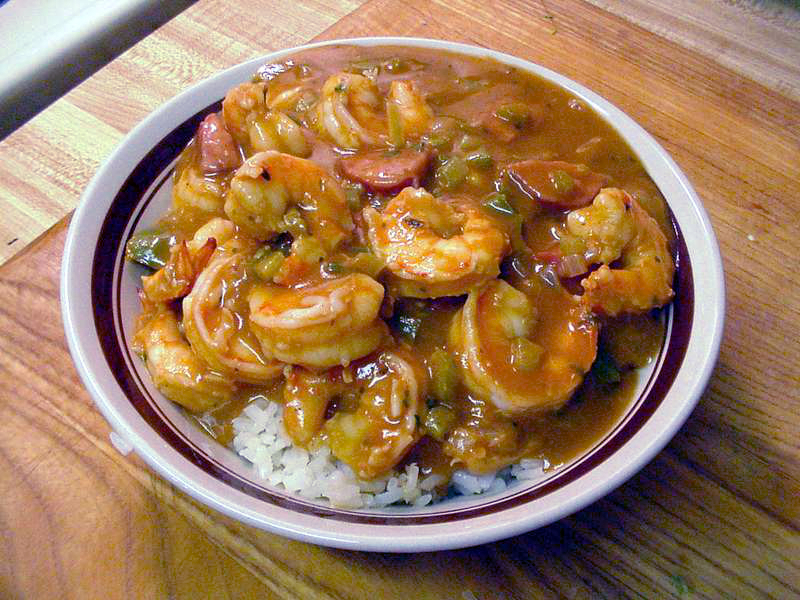
En skål med räkgumbo

Gumbo är en sorts gryta eller soppa som härstammar från Cajun-köket i södra Louisiana. Den består främst av en smakrik buljongbas, kött eller skaldjur, någon form av redning och grönsakerna selleri, paprika och lök. Olika varianter av gumbo klassas ofta efter den redning som använts - den afrikanska grönsaken okra, choctaw kryddan filépulver eller den franska fett-mjöl-blandningen roux. 